# Pentagram (együttes)
A Pentagram amerikai kultikus heavy/doom metal zenekar. Tagjai: Bobby Liebling, Victor Griffin, Greg Turley és Pete Campbell.
1971-ben alakultak meg a Virginia állambeli Alexandriában. Korábban "Macabre" volt a nevük, illetve több tag is játszott a "Death Row" együttesben, emiatt elterjedt tévedés, hogy utóbbi nevet is felvette az együttes. Fennállásuk alatt 8 nagylemezt dobtak piacra. A zenekar a doom metal egyik pionírjának számít, a műfaj legtöbb képviselőjére nagy hatással voltak. A Witchfinder Generallel, a Saint Vitussal illetve a Trouble-lel együtt a doom metal úttörőinek számítanak.
Többször is feloszlottak már.

## Tagok
Az együttes a hetvenes években nagyszámú tagcserén esett át, ezalatt csak demófelvételeik készültek. 1983-tól 2005-ig, illetve 2008-tól a mai napig aktív és időről időre ad ki lemezeket.

## Diszkográfia
- Pentagram (1985)
- Day of Reckoning (1987)
- Be Forewarned (1994)
- Review Your Choices (1999)
- Sub-Basement (2001)
- Show 'Em How (2004)
- Last Rites (2011)
- Curious Volume (2015)